# Стряна
Стряна́ — река в Смоленской области России. Правый приток Десны.
Длина реки — 42 км. Площадь водосборного бассейна — 303 км².
Исток находится на высоте 240 м над уровнем моря северо-западнее деревни Берёзкино Глинковского района на западе Ельнинской возвышенности. Недалеко также находится исток реки Устром. Течение в юго-восточном направлении. Устье находится на высоте 197 м над уровнем моря вблизи деревни Стряна, Починковского района Смоленской области.
Основные притоки справа: Пискля, Недна, Щерюёбинь и Стряница.